# Warren (Indiana)
Warren város az USA Indiana államában. Lakosainak száma 1182 fő (2020. április 1.).

## Népesség
A település népességének változása:
| Lakosok száma | 1272 | 1239 | 1182 |
|               | 2000 | 2010 | 2020 |